# فیبریلاسیون بطنی

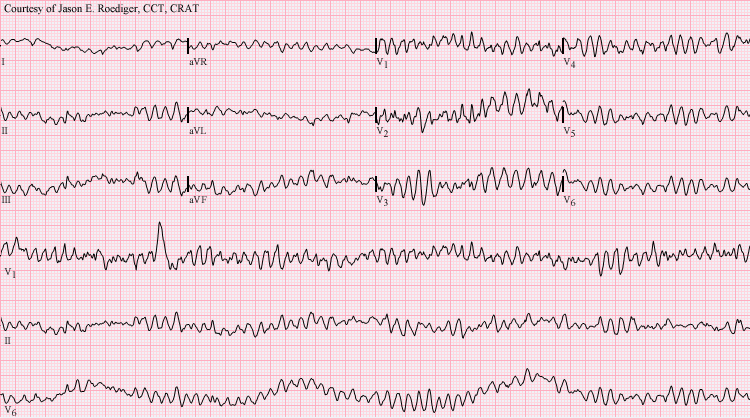
فیبریلاسیون بطنی

فیبریلاسیون بطنی(به انگلیسی: Ventricular fibrillation) یا تارلرزه بطنی نوعی از آریتمی قلبی است که تحریک الکتریکی مسیر مشخصی را در سیستم هدایت الکتریکی قلب طی نمی‌کند.
آریتمی قلبی به معنی غیرطبیعی بودن ریتم قلب است. در حالت طبیعی ریتم قلب از گره سینوسی آغاز شده و پس از انتقال به گره دهلیزی-بطنی در بطنها منتشر می‌شود. در نتیجه این نحو هدایت تحریک الکتریکی، ابتدا دهلیز و با فاصله کمی بطنها منقبض می‌شوند و همچنین ابتدا عضلات دهلیزها شل شده و سپس بطنها شل می‌شوند.
فیبریلاسیون بطنی هنگامی رخ می‌دهد که در بطنها موج الکتریکی تحریک، جهت مشخصی نداشته باشد یعنی سلول‌های عضلانی بطن به صورت نامنظم تحریک و شل شوند. به همین دلیل عملکرد بطنها در پمپاژ خون به رگ‌ها مختل خواهد شد. در معاینه، نبض واضحی از بیمار حس نمی‌شود. تارلرزه بطنی یک فوریت پزشکی است و باید بسیار سریع آریتمی را بهبود داد.
نوار قلب (الکتروکاردیوگرام) یا ECG که نحوه حرکت موج تحریک الکتریکی در قلب را نشان می‌دهد. در فیبریلاسیون بطنی، کمپلکس QRS طبیعی وجود ندارد.
در واقع فیبریلاسیون بطنی که ریتم الکتریکی در آن به هم می‌خورد و ماهیچه قلبی به شکل صحیح خود منقبض نمی‌شود باعث ایست قلبی می‌شود

## درمان
درمان بسیار فوری با داروهای آنتی آریتمیک مانند بتابلوکرها، آمیودارون یا لیدوکائین، بلوک کننده‌های کانال کلسیم، پروکائین آمید، کینیدین و غیره بستگی به نوع آریتمی و سایر شرایط بیمار دارد. اغلب اوقات تحریک الکتریکی با دفیبریلاتور و شروع فوری عملیات احیای قلبی ریوی ضروری است. حتی با درمان احتمال مرگ بیمار وجود دارد.